# Salmanasser II
Salmanasser II was koning van Assyrië (1031 - 1019 v.Chr.).
Hij volgde zijn vader Assurnasirpal I op en werd zelf opgevolgd door zijn zoon Assur-nirari IV. Van zijn regering is erg weinig bekend.